# 박정희 (화학자)
박정희(1960년~)는 대한민국의 화학자이자 교수이다.

## 학력
- 1978~1982 고려대학교 화학과 학사
- 1982~1984 고려대학교 대학원 화학과 석사
- 1984~1988 컬럼비아대학교 대학원 화학과 박사

## 경력
- 1988~1989 미국 하버드대학교 박사후연구원
- 1989~1991 미국 컬럼비아대학교 박사후연구원
- 1991~1993 한국표준과학연구원 박사후연구원
- 1996년 미국 컬럼비아대학교 방문교수
- 1999년 미국 보스턴대학교 방문교수
- 2002년 고려대학교 자연과학대학 화학과 부교수
- 2002년 고려대학교 과학기술대학 신소재화학과 교수
- 2003년 고려대학교 자연과학연구소 소장

## 수상
- 2006년 올해의 여성과학기술자상